# 1798 en droit
Cet article présente les faits marquants de l'année 1798 en droit.

## Événements
- Janvier : constitution radicale et démocratique en République batave. Centralisation de l’État sur le modèle français. Un exécutif de cinq directeurs et désigné. Abolition des privilèges. Le coup d’État monté par Daendels avec l’appui de Talleyrand (12 juin) met fin à l’expérience.
- 15 février : les patriotes romains fondent la République romaine.
- 28 mars : la France impose une constitution à la Suisse sur le modèle de la constitution française.
- 25 juin : loi sur les étrangers et la sédition aux États-Unis. Dix Américains seront emprisonnés pour outrage au gouvernement.
- 11 juillet : John Adams (président des États-Unis) signe la loi créant le United States Marine Corps, les troupes de débarquement de la Marine américaine.
- 14 juillet : vote de la loi interdisant d'écrire, de publier ou de proférer des propos faux ou injurieux à l'égard du président ou du gouvernement des États-Unis.
- 6 septembre : une loi de Bonaparte introduit en Égypte la notion de propriété individuelle, jusqu'alors inconnue.
- Décembre : introduction dans le budget du Royaume-Uni par William Pitt le Jeune de l'impôt sur le revenu, qui restera en vigueur pendant l'essentiel des guerres napoléoniennes mais sera aboli en 1816 une fois la paix revenue.

## Décès
- 14 mai : Carl Gottlieb Svarez, juriste prussien, qui a collaboré à la rédaction du code prussien (° 27 février 1746).
- Date précise inconnue :
  - Étienne François d'Aligre, juriste et magistrat français, premier président du Parlement de Paris (° 1727).